# Klaus Nüchtern

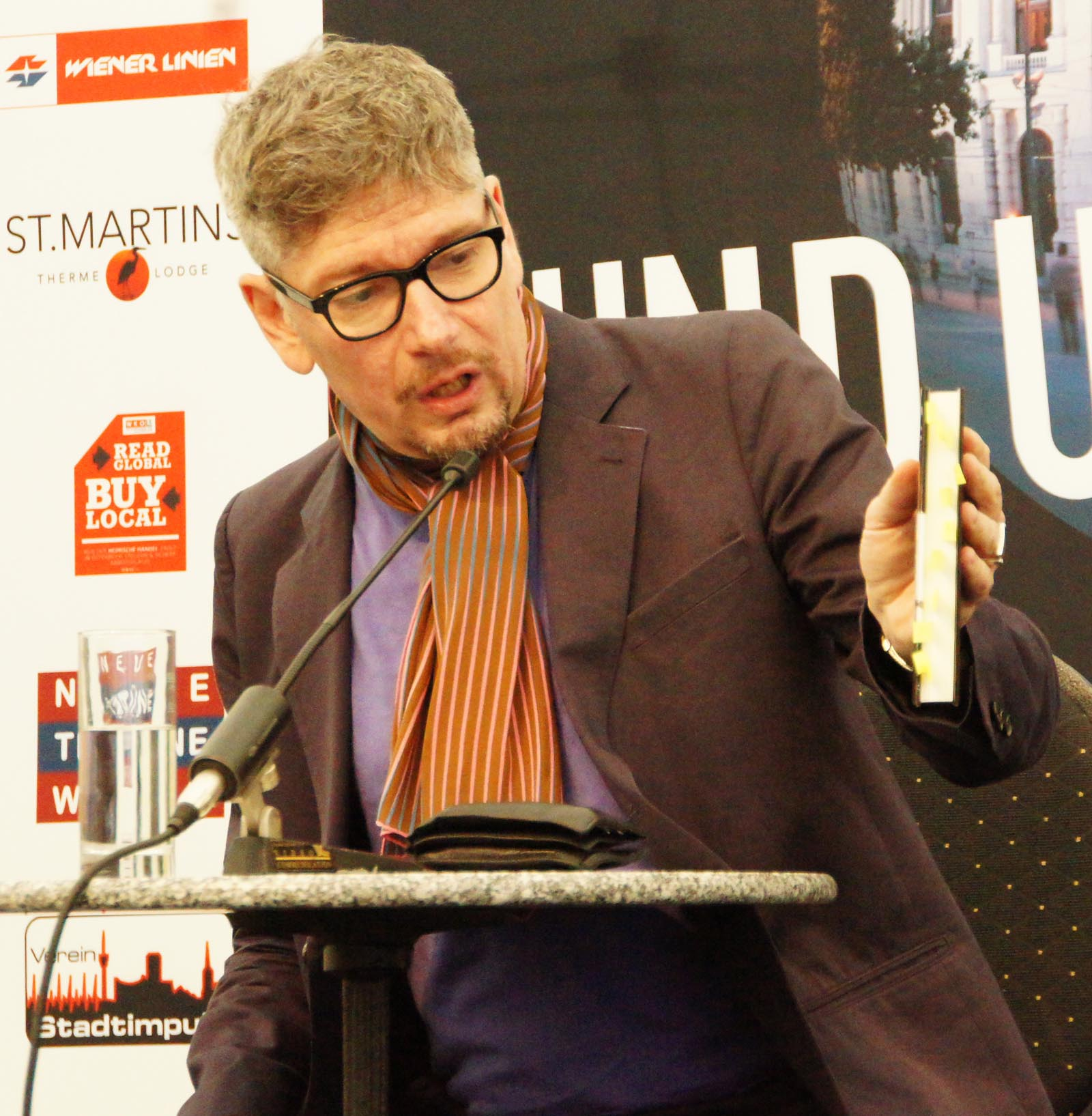
Klaus Nüchtern, bei der Präsentation seines Buches Früher waren die Friseure frecher, 2013.

Klaus Nüchtern (* 20. November 1961 in Linz) ist ein österreichischer Journalist.

## Leben
Klaus Nüchtern wuchs in Steyr auf der Ennsleite auf. An der Universität Wien studierte er Anglistik und Germanistik und schloss mit einer Diplomarbeit zu Hans Robert Jauß ab. Seit 1989 schreibt er für die Wiener Stadtzeitung Falter, wo er von 1990 bis 2015 das Kulturressort leitete. Seine populäre wöchentliche Kolumne "Nüchtern betrachtet" (mit einem auf dem Rücken liegenden Tapir als eigenem Maskottchen) erscheint auch in Buchform. Im Herbst 2012 erschien "Buster Keaton oder die Liebe zur Geometrie", eine Studie über das Stummfilmschaffen des Komikers und Regisseurs Buster Keaton (1895–1966). 2016 veröffentlichte Nüchtern eine Studie über den Wiener Schriftsteller Heimito von Doderer.
Von 2004 bis 2008 war Nüchtern Juror beim Ingeborg-Bachmann-Preis. Er  schreibt u. a. für Literaturen und ist Mitglied der Cloud Appreciation Society. Außerdem betreibt er das CD-Label Handsemmel Records. Das von ihm produzierte  Album "c.o.d.e." (Handsemmel Records/cracked anegg) wurde 2009 in der Sparte "Album des Jahres" mit dem Hans-Koller-Preis ausgezeichnet.

## Werke
- Rain On My Crazy Bärenfellmütze. Die 76 zweitbesten Kolumnen mit zahlreichen Vorworten und 4 Bonustracks (= Nüchtern betrachtet. Band [1]). Falter-Verlag, Wien 2001, ISBN 3-85439-216-8.
- Kleines Gulasch in St. Pölten. 78 ganz brauchbare Kolumnen mit 5 exklusiven, bislang unveröffentlichten Vorworten (= Nüchtern betrachtet. Band [2]). Falter-Verlag, Wien 2003, ISBN 3-85439-306-7.
- Kleine Quittenkantate für Kastratensopran und Querflötenquintett. 78 pflegeleichte Kolumnen und vier voll fette Vorworte (= Nüchtern betrachtet. Band [3]). Falter-Verlag, Wien 2005, ISBN 3-85439-348-2.
- Hier kommt der Antipastidepp. 75 recht okayige Kolumnen und drei ziemlich nette Vorworte (= Nüchtern betrachtet. Band [4]). Falter-Verlag, Wien 2007, ISBN 978-3-85439-386-3.
- ok ist eh ok. 74 fesche Kolumnen mit zwei funkelnden Vorworten von Harald Martenstein und Harald Tautscher (= Nüchtern betrachtet. Band [5]). Falter-Verlag, Wien 2009, ISBN 978-3-85439-428-0.
- Buster Keaton oder die Liebe zur Geometrie. Komik in Zeiten der Sachlichkeit. Zsolnay, Wien 2012, ISBN 978-3-552-05584-1.
- Früher waren die Friseure frecher. Mit einem Vorwort von Roger Willemsen. Metro, Wien 2013, ISBN 978-3-99300-135-3.
- Kontinent Doderer. Eine Durchquerung. C.H. Beck, München 2016, ISBN 978-3-406-69744-9.
- Famose Vögel. 90 heimische Vögel, beobachtet und beschrieben vom FALTER-Vogel-Wart, illustriert von Silvia Ungersböck. Falter-Verlag, Wien. 2023, ISBN 978-3-85439-715-1.

## Auszeichnungen
- 2009: Preis der Stadt Wien für Publizistik
- 2011: Österreichischer Staatspreis für Literaturkritik[5]